# 雷克灵豪森
雷克灵豪森（發音：[ˌʁɛklɪŋˈhaʊzn̩] ⓘ）是德国北莱茵-威斯特法伦州明斯特行政区雷克灵豪森县的城市，也是雷克灵豪森县的县治和最大城市，位于鲁尔区北部，面积66.5平方千米，2023年12月31日人口为111,693人。

## 友好城市
雷克灵豪森与以下城市结为友好城市：
- 以色列 阿卡
- 波蘭 比托姆
- 荷蘭 多德雷赫特
- 法國 杜埃
- 英格兰 普雷斯顿
- 德国 施马尔卡尔登